# Tarumovkai járás
A Tarumovkai járás (oroszul: Тарумовский район) Oroszország egyik járása Dagesztánban. Székhelye Tarumovka.

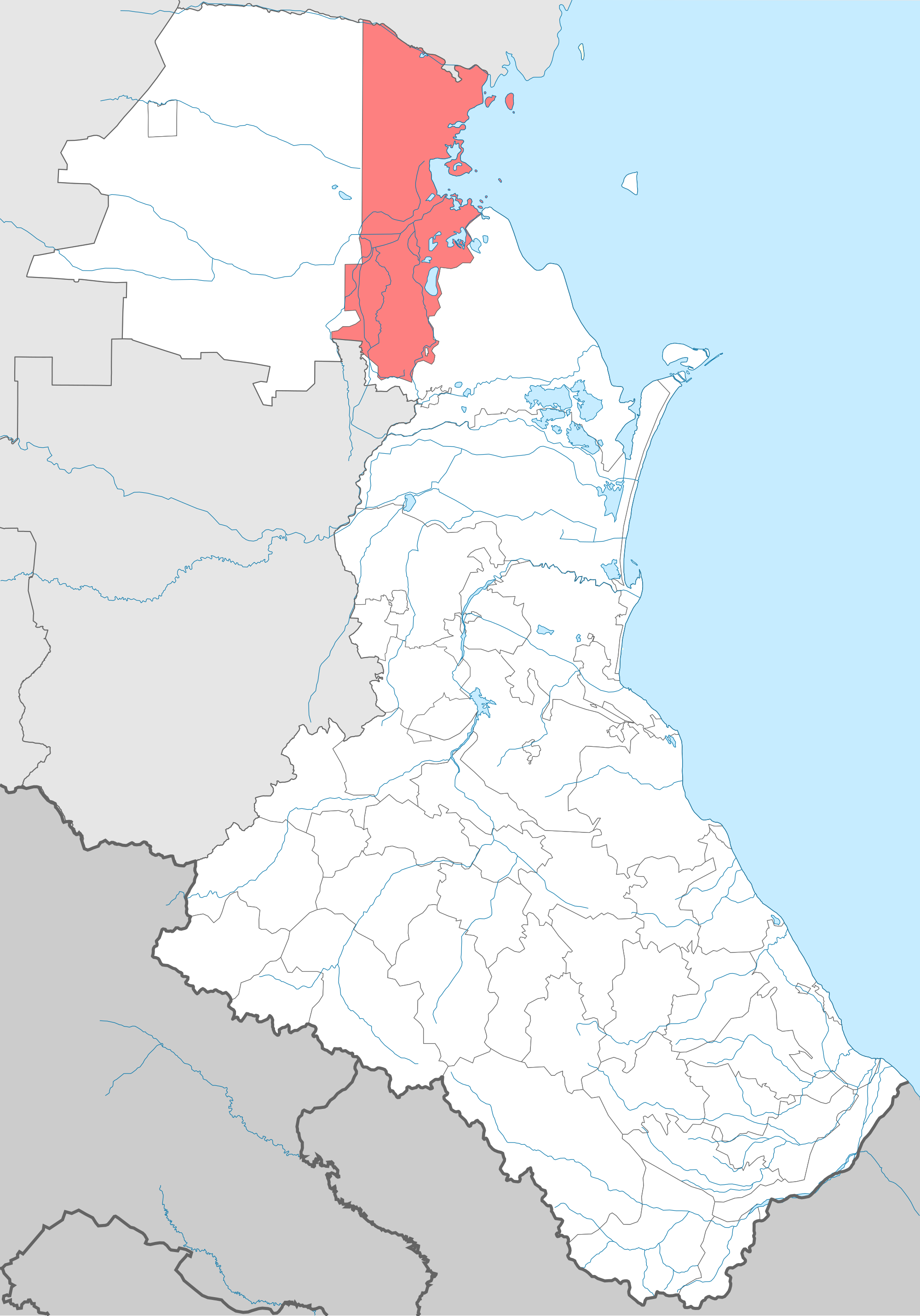
A Tarumovkai járás Dagesztánban

## Népesség
- 1989-ben 28 422 lakosa volt, melyből 10 242 orosz (36%), 6 571 avar (23,1%), 4 885 dargin (17,2%), 2 232 nogaj (7,9%), 872 lezg, 585 kumik, 536 lak, 244 azeri, 234 csecsen, 167 tabaszaran, 74 agul, 48 cahur, 32 rutul.
- 2002-ben 28 587 lakosa volt, melyből 8 919 avar (31,2%), 7 174 orosz (25,1%), 6 165 dargin (21,6%), 2 366 nogaj (8,3%), 1 066 lezg, 539 lak, 354 kumik, 266 azeri, 211 tabaszaran, 159 csecsen, 136 agul, 85 cahur, 41 rutul.
- 2010-ben 31 683 lakosa volt, melyből 11 329 avar (35,8%), 7 448 dargin (23,5%), 6 197 orosz (19,6%), 2 689 nogaj (8,5%), 1 220 lezg, 523 lak, 476 kumik, 392 örmény, 225 azeri, 212 tabaszaran, 151 csecsen, 144 kazah, 134 agul, 104 rutul, 103 cahur.